# Enzo Siciliano
Enzo Siciliano (n. 27 mai 1934, Roma, Regatul Italiei – d. 9 iunie 2006, Roma, Italia) a fost un scriitor și jurnalist italian.
A câștigat Premiul Strega în 1998 pentru I bei momenti.